# D.J. Strawberry
Darryl Eugene Strawberry (ur. 15 czerwca 1985 w Nowym Jorku) – amerykański koszykarz, występujący na pozycji rozgrywającego, obecnie zawodnik Entente Orleans 45.
Został wybrany z numerem 59 draftu NBA do drużyny Phoenix Suns.
Jest synem byłego zawodnika Major League Baseball, Darryla Strawberry'ego.

## Kariera
Strawberry został wybrany z numerem 59 draftu NBA przez Phoenix Suns. 28 sierpnia 2007 podpisał dwuletni kontrakt. 18 grudnia 2007, został oddany do Albuquerque Thunderbirds, zespołu ligi NBDL. 10 stycznia 2008 D.J. został zwrócony do Phoenix w miejsce innego pierwszoroczniaka, Alando Tuckera.
25 sierpnia 2008, został oddany do Houston Rockets za Seana Singletery, jednak miesiąc później został odstąpiony do Fortitudo Bolonia.
29 lipca 2018 trafił do hiszpańskiego Herbalife Gran Canaria.
31 października 2019 dołączył do francuskiego Entente Orleans 45.

## Osiągnięcia
Stan na 31 października 2019, na podstawie, o ile nie zaznaczono inaczej.
NCAA
- Uczestnik turnieju NCAA (2004, 2007)
- Mistrz turnieju konferencji Atlantic Coast (2004)
- MVP turnieju:
  - Coaches vs. Classic (2007)
  - Coaches vs. Classic College Park Regional (2007)
- Zaliczony do:
  - I składu:
    - defensywnego ACC (2007)
    - turnieju Coaches vs. Classic (2007)

  - II składu ACC (2007)

Drużynowe
- Mistrz:
  - Grecji (2016)
  - Turcji (2015)
  - Chorwacji (2013)
- Wicemistrz:
  - Litwy (2011)
  - Turcji (2017)
- Zdobywca:
  - pucharu Chorwacji (2013)
  - superpucharu:
    - Turcji (2014)
    - Chorwacji (2012)
- Finalista pucharu Litwy (2011)

Indywidualne
- Uczestnik meczu gwiazd ligi:
  - litewskiej LKL (2011)
  - tureckiej (2018)[5]
- Lider ligi adriatyckiej w przechwytach (2013)
- MVP tygodnia:
  - D-League (7.01.2008)
  - 23 kolejki ligi adriatyckiej (2012-2013)